# Massacre d'Argenton-sur-Creuse
2e campagne de France
- Corse
- Limousin
- Ain et Haut-Jura
- Les Glières
- Ascq
- Division Brehmer
- Mont Mouchet
- Opérations SAS en Bretagne
- Bataille de Normandie
- Guéret
- Brigade Jesser
- Cornil
- 1er Tulle
- 2e Tulle
- Argenton-sur-Creuse
- Oradour-sur-Glane
- 1er Ussel
- Saint-Marcel
- Saffré
- Mont Gargan
- Vercors
- Penguerec
- Lioran
- Égletons
- 2e Ussel
- Débarquement de Provence
- Port-Cros
- La Ciotat
- Toulon
- Martigues
- Marseille
- Nice
- Rennes
- Saint-Malo
- Brest
- Paris
- Mont-de-Marsan
- Montélimar
- Maillé
- Écueillé
- La Saulx
- Meximieux
- Nancy
- Colonne Elster
- Dunkerque
- Arracourt
- Saint-Nazaire
- Lorient
- Metz
- Royan et de la pointe de Grave
- Campagne de Lorraine
- Colmar

Front d'Europe de l'Ouest
Front d'Europe de l'Est
Campagnes d'Afrique, du Moyen-Orient et de Méditerranée
Bataille de l'Atlantique
Guerre du Pacifique
Le massacre d'Argenton-sur-Creuse désigne les crimes commis le 9 juin 1944 sur la population de cette commune du département de l'Indre par la 2e division SS Das Reich. 67 personnes dont 56 civils, hommes femmes et enfants, furent tués.

## Contexte historique
Le débarquement du 6 juin 1944 en Normandie déclenche une série d'actions de sabotage et de harcèlement des troupes allemandes d'occupation par la Résistance. La 2e division SS Das Reich, stationnée à Montauban et ses environs, unité militaire placée sous les ordres du maréchal von Rundstedt, commandant du Haut-commandement de l’Ouest, reçoit l'ordre de rejoindre la Normandie en passant par le Quercy et le Limousin, afin d'y anéantir les bandes communistes (selon la phraséologie nazie). La 2e division SS Das Reich manquant d'approvisionnement, elle attend un convoi ferroviaire d'obus et de 250 000 litres d'essence mais celui-ci n'arrive toujours pas. Un rapport à Berlin du général Heinz Lammerding, commandant la division, est explicite : 

« Notre ravitaillement en carburant dépend d'un convoi pour le moment invisible. […] La dislocation complète du réseau ferroviaire par les terroristes interdirait probablement un embarquement [par train]. […] La paralysie des positions allemandes est tout à fait scandaleuse. Faute d'une répression brutale et déterminée, la situation dans cette région finira par constituer une menace dont les proportions n'ont pas encore été évaluées. »

Il est dans la ligne du maréchal Gerd von Rundstedt, commandant en chef du front de l'ouest, qui écrit dans son journal de guerre : 

« Pour le rétablissement de l'ordre et de la sécurité dans le Massif central, les mesures les plus énergiques devront être prises afin d'effrayer les habitants de cette région infectée, à qui il faudra faire passer le goût d'accueillir les groupes de résistance et de se laisser gouverner par eux. Cela servira en outre d'avertissement à toute la population. »

Du côté français, les résistants combattants sont nombreux dans l'Indre, 15 000 pendant l'été 1944, sous les ordres de Roland Despains, chef de la 5e brigade des francs-tireurs et partisans (FTP), et du colonel Chomel, commandant de la brigade Charles Martel (ORA).

## La fausse libération de la ville
Le vendredi 9 juin, les résistants passent à l'action à Argenton-sur-Creuse. Entre trente et quatre-vingt-dix hommes selon les lieux s'emparent le matin de la gendarmerie, du Groupe mobile de réserve (GMR) et de la mairie, sans rencontrer la moindre difficulté. À la sortie de la gare, au début de la ligne d'Argenton à La Châtre, au lieu-dit le Petit Nice,
ils attaquent l'escorte, composée de vingt-huit hommes, du convoi d'essence attendu par le général Lammerding. L'action, menée en personne par Roland Despains, réussit en dix minutes. Trois résistants sont tués, un est blessé ainsi que deux soldats allemands qui sont conduits à la clinique Cotillon, les autres étant faits prisonniers et emmenés à Bouesse puis à Maillet.
Les Allemands ne se manifestent pas aux alentours. Cependant, une traction avant avec quatre militaires à bord, se rendant probablement à la gare, se présente à l'entrée sud d'Argenton et est attaquée par les résistants. Les hommes réussissent à s'échapper et à rejoindre Limoges. Trois camions allemands arrivant par le nord sont interceptés en début d'après-midi à l'entrée d'Argenton mais l'un réussit à rebrousser chemin.
Un chef de la Résistance, Marcel Bach, installé au siège du GMR, donne l'ordre à Raymond Chauvat, dit Bébert, contremaître au Bouchon Moderne, qui habite rue Gambetta juste à côté du GMR et dispose d'une camionnette de son entreprise, d'aller à Bélâbre chercher des armes et des munitions. Il lui adjoint trois jeunes enseignants du collège d'Argenton, Mercier, Marsouin et Cubel. Ce dernier, un Alsacien réfugié, professeur d'allemand, jouera quelques heures plus tard un rôle primordial. La mission part vers 15 heures et se déroule sans encombre. Les quatre hommes sont de retour vers 17 heures. Ils reçoivent une autre mission identique, mais sans Cubel qui s'est éloigné quelques instants, ce qui s'avèrera très heureux. La camionnette part à Saint-Benoît-du-Sault, à une vingtaine de kilomètres au sud-est d'Argenton. Elle emprunte la RN 20 puis la route de Saint-Benoît. Les trois hommes ne peuvent savoir qu'une colonne nazie progresse alors de La Souterraine vers Argenton, sur la RN 20.

## Le massacre
Pour la division Das Reich, le convoi ferroviaire est d'intérêt stratégique. Dès qu'il est informé de ce qui se passe à Argenton, l'état-major décide de sécuriser le convoi avant qu'il ne soit détruit. Il s'agit en même temps de réprimer la Résistance et de faire peur à la population. Une opération est aussitôt montée par le sud d'Argenton, tandis que les accès ouest, nord et est sont verrouillés. Une colonne est envoyée à Argenton, constituée de la 15e compagnie du SS-Panzergrenadier-regiment 4 Der Führer, une unité autonome spécialisée dans les opérations de nettoyage à la suite d'actes de résistance, commandée par le SS Hautptsturmführer Haelke.
Les Argentonnais ne s'en doutent pas. Ils sont même dans l'allégresse car ils pensent que leur ville est définitivement libérée.
La colonne est fortement armée. Elle est composée de deux blindés, un canon, dix camions, avec deux cents hommes excités, torse nu, chantant, hurlant, furieux des attaques que leur division subit de toute part. Les résistants postés sur la RN 20 doivent décrocher. Ils interceptent à son retour la camionnette revenant de Saint-Benoît. Bébert fait précipitamment demi-tour et cache dans des fourrés le véhicule, les armes et sa mitraillette. Cette interception est heureuse car la découverte des armes par les Allemands n'aurait pu qu'accroître leur violence.
La colonne arrive au sud d'Argenton vers 17 heures 45. Elle se divise en plusieurs groupes. Les uns vont tirer sur tous ceux qu'ils voient, d'autres prendre des otages.
Six soldats du Premier régiment de France qui s'étaient le matin même à Argenton enfin ralliés à la Résistance sont envoyés dans l'après-midi pour renforcer le verrou de l'entrée sud de la ville. Avenue Rollinat, ils voient arriver des véhicules de la colonne allemande et ouvrent le feu sur eux. Ils se retranchent ensuite dans une cabane puis cinq arrivent à décrocher tandis que leur camarade Henri Rognon continue à tirer avec son fusil-mitrailleur pour les couvrir. La cabane doit être réduite au canon. Henri Rognon est tué. Les Allemands, furieux, pénètrent dans les maisons. Mme Aubry et ses deux filles adolescentes sont abattues. D'autres subissent le même sort. Les groupes progressent dans la ville et le massacre continue. Les hommes qu'ils aperçoivent sont tués, dont un jeune de 16 ans, Fernand Auclair. Ceux qu'ils trouvent dans les maisons sont abattus d'une balle dans la nuque. À la gendarmerie, les hommes sont arrêtés, emmenés à Maroux et fusillés.
Arrivés à la gare, les Allemands veulent abattre tous les cheminots. Le chef de gare, Vautrin, qui parle allemand, parlemente longuement et arrive à sauver ses douze camarades, qui sont pris en otages. Il doit conduire les soldats au Petit-Nice où se trouve le convoi d'essence.
À l'angle du Pont-Neuf et de la rue Victor-Hugo, les SS pénètrent dans la librairie de Jérémie Brunaud. Dans le sous-sol se sont réfugiés la famille du libraire, dont son fils Pierre Brunaud, et les locataires, dont Cubel, rentré chez lui. Ce dernier interpelle les SS dans un allemand parfait. Il explique qu'il est professeur, montre ses dictionnaires et les copies qu'il corrige. Il est emmené en otage mais a été remarqué par les gradés.
Dans cette soirée tragique, deux événements à caractère militaire peuvent être soulignés :
1. Les soldats du Premier régiment de France ont réagi instinctivement en patriotes, enfin. Ce régiment, créé en juillet 1943 par le général Eugène Bridoux, secrétaire d'État à la guerre du gouvernement de Vichy, était constitué de trois bataillons, dans l'objectif de mener des actions militaires contre la Résistance. Le courage des six[6] soldats et le sacrifice d'Henri Rognon sont à mettre en exergue. Les hommes de l'armée de Vichy et des unités reconstituées après sa dissolution en novembre 1942 sont largement restés anti-allemands. Le Premier régiment de France finira par se fondre dans les Forces françaises de l'intérieur.
2. Les gendarmes sont considérés a priori par les Occupants comme des soldats anti-allemands. Les SS ne pouvaient savoir que les gendarmes ne s'étaient pas opposés aux actions de la Résistance et lui avaient volontairement livré la gendarmerie. Pourtant, ils les tuent, non pas cependant en les massacrant comme les civils mais en les fusillant comme des soldats ennemis, hors la vue de la population.

## Les otages
Des différents points de la ville, les otages sont emmenés en colonnes au Petit-Nice, où se trouve le train d'essence, maintenant récupéré et sous bonne garde. Ils sont réunis à la maison Duplaix, que les Allemands ont occupée. Ils sont 174 et s'attendent à être fusillés. C'est là que Jean-Marie Cubel, de son vrai nom Lothaire Kübel (1918-2010),, va jouer un rôle déterminant, qui en fera un héros pour les Argentonnais. Les Allemands ne pensent pas qu'il est alsacien. Sa maîtrise de l'allemand s'explique pour eux parce qu'il est professeur, ce qu'ils ont pu vérifier. Ils le prennent donc comme interprète et vont lui faire confiance. Les otages passent la nuit entassés dans le jardin, sans pouvoir dormir.
Le lendemain 10 juin à l'aube, les SS réunissent les otages en deux groupes, ceux qui ont leurs papiers d'identité sur eux et les autres. C'est alors que Cubel intervient à son initiative, avec une force de conviction et une opiniâtreté exemplaires. Il présente chaque otage sans papiers comme un de ses amis du club de football, un de ses anciens élèves, un commerçant ou un employé connu et paisible, un voyageur en attente de train... Au total, Cubel, et Vautrin pour les cheminots, vont arriver à sauver le plus grand nombre des otages. Moins d'une quinzaine sont mis dans un camion. Parmi eux se trouvent les cinq soldats du Premier régiment de France, en uniforme, qui ont été pris en otages la veille, et les frères Thimonnier, deux adolescents qui sont élèves de Cubel mais que celui-ci n'arrive pas à sauver car ils sont reconnus comme fils de gendarme, leur père ayant été fusillé la veille avec les autres gendarmes.
Peu après 7 heures, la colonne SS quitte Argenton pour Limoges, emmenant les otages, dont deux cependant arrivent à s'échapper en sautant du camion à la sortie de la ville. Le Haut-commandement de l’Ouest donne l'ordre à la division Das Reich de rejoindre le front. Les SS se débarrassent des otages en les abattant, y compris les deux collégiens, au hameau du Malabre, dans les carrières de Gramagnat, à la sortie nord de Limoges, où quatorze corps seront retrouvés le 12 juin.

## Après le massacre
L'ordre de route fait remonter la division à partir du 11 juin par la route de Limoges à Poitiers, à l'ouest d'Argenton qui n'aura pas à subir de nouveau son passage. Les Allemands ont récupéré le train d'essence. Sans cesse harcelée tout au long de son parcours par la Résistance et les avions alliés, la division mettra quinze jours, au lieu des trois prévus, pour arriver dispersée en Normandie, se regrouper et redevenir opérationnelle. Elle y subira de fortes pertes dans l'opération Cobra.
Le 12 juin ont lieu les obsèques des victimes. 53 corps ont été déposés dans la chapelle Saint-Benoît. Après l'office, ils sont conduits au cimetière au milieu des Argentonnais qui font une haie d'honneur. Argenton est définitivement libérée le 14 août.
Les frères Thimonnier sont enterrés le 20 octobre.

## Mémoire
Un mémorial érigé par souscription au flanc de la colline du collège a été inauguré à la date anniversaire du 9 juin 1947 et fleuri le lendemain par le président de la République, Vincent Auriol. Il porte gravé de chaque côté d'une croix de Lorraine les noms des 67 morts du massacre, 56 hommes, femmes et enfants civils, 6 soldats du Premier régiment de France, 5 résistants et gendarmes. Aucun procès n'a eu lieu pour juger les responsables. Haelke a été tué en Normandie. En 1953, le tribunal militaire de Bordeaux a condamné à mort par contumace Lammerding pour crimes de guerre commis à Tulle et à Oradour-sur-Glane mais la République fédérale d'Allemagne refusa obstinément d'extrader l'ancien général. Devenu un prospère entrepreneur, il est mort en 1971.
Argenton a reçu le 23 mai 1950 la Croix de guerre, remise par Georges Bidault, président du Conseil. Lothaire Küber, alias Jean-Marie Cubel, fait le 25 février 1945 citoyen d'honneur de la ville, a reçu la croix de chevalier de la Légion d'honneur le 8 mai 1990 au Petit-Nice, sur le lieu où il avait sauvé tant d'habitants, et en leur présence. Pierre Brunaud, fils de Jérémie Brunaud, qui se trouvait dans la maison de son père lors de la prise d'otages, a publié en 2008 une reconstitution historique minutieuse des évènements du massacre, dans laquelle sont relatées les circonstances du drame pour chacune des victimes.
Une plaque à la mémoire du soldat Henri Rognon a été inaugurée le 9 juin 2014 sur le lieu de son combat, 76, avenue Rollinat.
Un odonyme local (Rue du 9-Juin-1944) rappelle aussi cet événement.

## Procès
Aucun procès n'aura lieu. Aucun officier, ni soldat allemand ou nazi ne sera jugé. L'officier SS Haelke trouve la mort en Normandie quelques jours plus tard.